# Gruszyny
Gruszyny est un village polonais de la voïvodie de Varmie-Mazurie, dans le powiat de Bartoszyce.

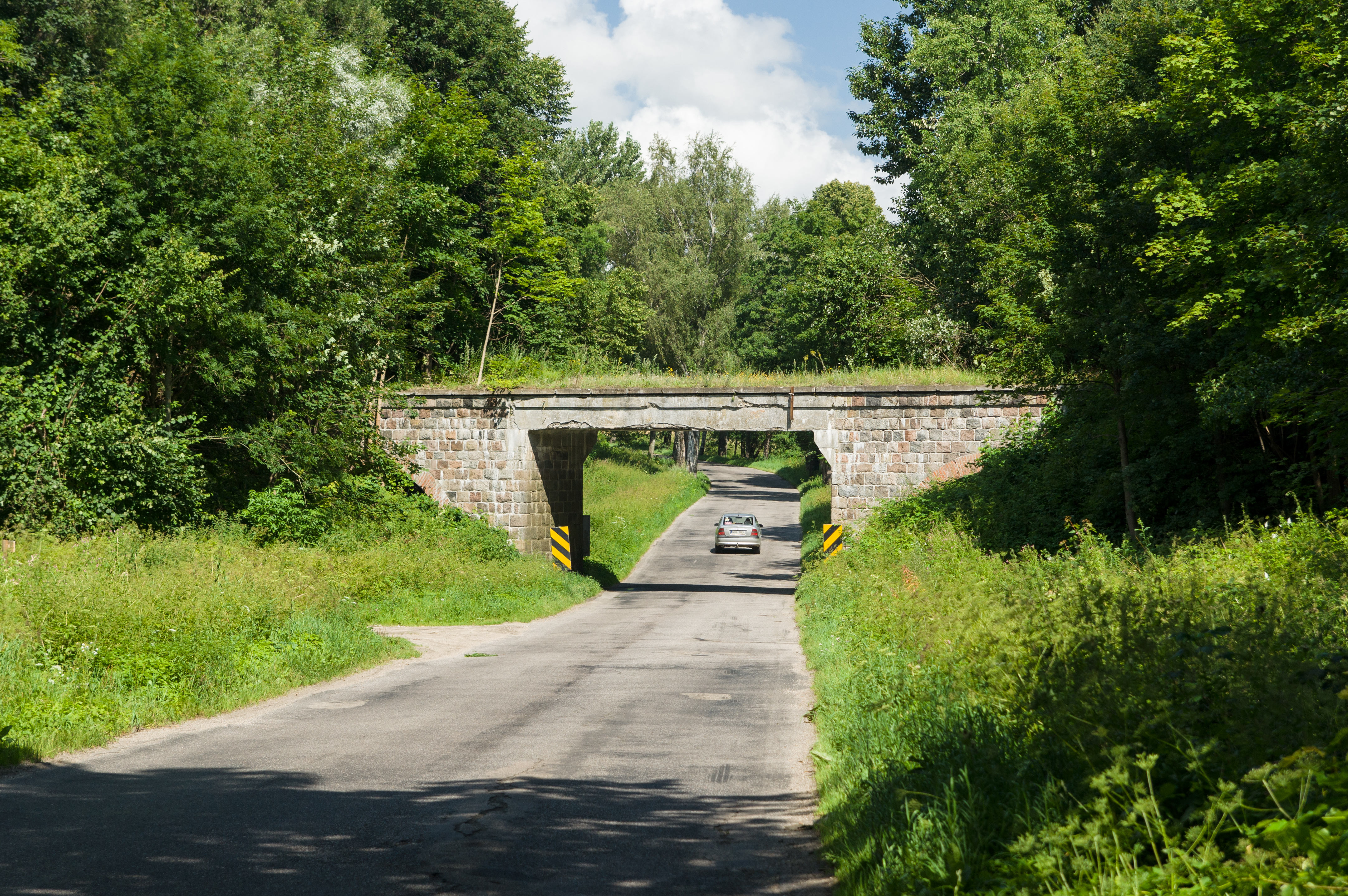
Le viaduc passant au-dessus de la route 511 entre Gruszyny et Górowo Iławeckie.